# Hans Adalbert Schlettow
Hans Adalbert Schlettow (Frankfurt, 1887 – Berlim, 1945) foi um ator de cinema alemão. Ele atuou em filmes mudos entre 1917 e 1944.

## Filmografia selecionada
- 1917: Die Gespensterstunde
- 1918: Hiob
- 1919: Der Tod aus dem Osten
- 1919: Im Schatten des Glücks
- 1919: Komtesse Dolly
- 1920: Algol - Tragödie der Macht
- 1942: Viel Lärm um Nixi
- 1943: Die große Nummer
- 1943: Gefährtin meines Sommers
- 1944: Warum lügst Du, Elisabeth?
- 1944: Melusine
- 1944: Jugendliebe
- 1944: Ein Mann gehört ins Haus
- 1944: Die Kreuzlschreiber